# Heroes of Might and Magic V: Hammers of Fate
Heroes of Might and Magic V: Hammers of Fate (укр. Герої Меча та Магії: Молоти Долі) — перший аддон до відеогри жанру покрокової стратегії Heroes of Might and Magic V. Як і оригінальна гра, розроблена компанією Nival Interactive під керівництвом Ubisoft. Випущена 7 листопада 2006 року.
Сюжет доповнення продовжує історію Heroes of Might and Magic V, оповідаючи про те, що сталося після перемоги над демонами та розповсюдженні інквізиції в Імперії Грифона.

## Нововедення

### Ігровий процес
Доповнення додало три нових кампанії, 10 карт для багатокористувацької гри та 5 для однокористувацької, і нову фракцію — Гірські клани. Крім того з'явилася напів-фракція Ренегатів, яка виступає противниками в кампаніях. Список нейтральних істот поповнився Муміями, Вовками і Мантикорами. В житлах істот далеко від міста тепер можна замовити караван, який автоматично доставить нові війська в місто за певну кількість ходів. Каравани крім того можуть курсувати між союзними містами. Приховані за деревами корисні предмети, такі як купки ресурсів, в доповненні стало можливим зручніше виявити, підсвічуючи їх при натиснені клавіші Alt. Число артефактів, які герой може носити, збільшилося до 10-и. Впроваджений режим псевдо-одночасних ходів дозволяє ходити одночасно з ворожим героєм, не чекаючи завершення його ходу. Проте це діє лише доти, поки герої не зіткнуться.
Редактор карт отримав генератор випадкових карт (англ. Random Map Generator, RMG), з яким користувач може доручити створення карти комп'ютеру.

## Фракції

### Ренегати
Ренегати (Відступники, англ. Renegades) — напів-фракція, яка відділилася від Ордена Порядку. Ренегати не мають власних міст. Їхні війська є альтернативними варіантами військ Ордена Порядку.
Істоти: Інфорсер, Арбалетник, Поборник, Бойовий грифон, Зилот, Чемпіон, Палий янгол

### Фортеця
Фортеця (англ. Fortress) — клани гномів, відомі як Північні клани, що живуть на північ від Імперії Грифона. Їхнім покровителем є Аркат, Дракон Вогню. Гноми — міцні воїни, що володіють підвищеним захистом. Крім того, вони володіють особливою рунічною магією. Рунічна магія вивчається в окремій споруді — Школі Рун, що має 3 рівня. Всього існує 5 «кіл» рун, по 2 руни на кожний; Школа Рун має 3 рівня і дозволяє вивчати по одній руні в кожному колі. На відміну від звичайних заклинань, руни використовуються не героєм, а загонами його армії і вимагають ресурсів як дерево чи руда. Кожну руну можна використовувати тільки один раз за всю битву для кожного загону, якщо тільки не вивчене спеціальне уміння. Зазвичай ефект руни триває 1 хід. Унікальними будівлями замку Північних кланів є сторожова вежа, яка при облозі міста додає в його гарнізон додатковий загін воїнів, і магічні скріпи, що роблять оборонні споруди міста міцнішими.
Істоти: Захисник (Воїтель), Майстер списа (Застрільник), Ведмежий вершник (Вершник Чорного ведмедя), Забіяка (Берсеркер), Рунний жрець (Рунний патріарх), Тан (Вогняний лорд), Вогняний дракон (Магмовий дракон)
Расова навичка: Знання рун — дозволяє накладати руни на істот у бою.
Герой: Знавець рун — має шанс повторно накласти руну на той самий загін впродовж бою, використати вже обрану на іншому загоні, або не витратити на неї ресурсів.

## Кампанії
Дилема Фріди (англ. Freyda's Dillema)
Сценарії: Повстанці, Підозра, Дункан, Перемовини, Вибір
Після перемоги над демонами Королева Ізабель змінилася, ставши жорстокою правителькою, тому багато хто в Імперії Грифона повстали проти нових порядків. Королеву оголосили святою, а інквізиція та нова Червона Церква скрізь шукали зрадників і повстанців. При цьому Імперію покинули ангели.
Ізабель обирає дівчину-лицаря воєначальницею разом з жорстоким лицарем Ласло і священиком Аларіком. Вони приходять на переговори з дядьком Фріди Колдвеллом і архієпископом Рендаллом, які сховалися в землях Іроллана, переховуючи принца Андріаса — племінника покійного короля Ніколаса і спадкоємця трону. Але через грубість Ласло і Аларіка конфлікт не вдається вирішити мирно, повстанці повертаються у свої табори, готуючись до битви.
Фріда, Ласло і Аларік йдуть за ними в землі Іроллана, де зазнають постійних нападів ельфів, разом з тим пробиваючись до оточених союзників. Після розправи над таборами Колдвелла і Рендалла Фріда дізнається, що принца Андріаса відправили до іншого командувачу армією заколотників — лицаря Дункана. Прийшовши в Герцогство Оленя, де мешкав Дункан, Фріда бачить, як фермерські селяни в ньому раз за разом перетворюються на демонів. Ласло і Аларік через це спалюють села на своєму шляху. Фріда відкрито сумнівається в правильності цих дій, чим накликає на себе гнів королеви, яка як попередження кидає її батька, Годріка, до в'язниці.
Коли Хорнкрест — столиця Герцогства Оленя, була захоплена, з'ясувалося, що принц Андріас знову був перевезений, цього разу під охорону давнішніх союзників Імперії Грифона — гномів з гірського королівства Грімхейм. Ласло і Аларік були готові вбити лицаря Дункана, але Фріда наказує відвести його до в'язниці.
Інквізиція прибуває на кордон Імперії і Грімхейма і Фріда вирушає на переговори з Вульфстеном — вождем прикордонного клану гномів і давнім другом Дункана. Дізнавшись про те, що Дункан полонений, Вульфстен обурюється діями Ізабель і якраз в цей момент його місто Тор Хралл атакує Ласло. Після цього Вульфстен відмовляється від переговорів з Фрідою і велить їй негайно йти.
Фріда остаточно відрікається від служіння Ізабель і переходить на бік заколотників. Насамперед вона поспішає досягти їх земель в своєму рідному Герцогстві Єдинорога, однак за нею женеться військо Рольфа, який збирається помститися Імперії.
Тікаючи від погоні Рольфа через землі гномів, Фріда звільняє Дункана з полону Червоної Церкви. Тут вони розділяються: Дункан збирає людей на боротьбу проти Імперії Грифона, а Фріда пливе до іншого берега Імперії, щоб звільнити свого батька Годріка з в'язниці.
Виклик Вульфстена (англ. Wulfstan's rebellion)
Сценарії: Прикордонна земля, Засідка, Паритизани, Ласло
Ласло веде армію інквізиції в Грімхейм, гном Вульфстен, вождь прикордонного клану, готовий до останнього захищати кордони. Разом з тим його зведений брат Рольф вважає, що досить просто віддати принца Андріаса людям, щоб покласти край всім проблемам. Між ними спалахує суперечка, і Рольф йде розсудити цю справу до короля гномів Толгара. Вульфстен в ім'я честі вирушив звільняти захоплені Імперією міста інших кланів.
Основною метою Вульфстена є звільнення і свого міста, Тор Хралла, але на шляху до нього він змушений вступити в битву зі своїм братом Рольфом, перегородивши йому шлях. Виявилося, що король Толгар, вислухавши Рольфа, визнав Вульфстена зрадником, який розв'язав війну з дружньою Імперією Грифона. Толгар, до того ж, став готувати війська для війни з Темними ельфами підземель Ігг-Шайла.
Вульфстен перемагає армію Рольфа, змушуючи його тікати, і на шляху до Тор Храллу зустрічається зі своїм давнім другом Дунканом, звільненим Фрідою. Дункан має план відвернути основні сили Імперії Грифона, щоб Фріда встигла визволила свого батька з в'язниці. Але Фріда дістається туди надто пізно — Годрік смертельно поранений і вмирає на руках у дочки. До Фріди говорить сам Ельрат і дає їй силу здійснити правосуддя — одним лише вигуком імені Ласло вона знищує вбивцю батька.
З перемогою над Ласло Дункан і Вульфстен проходять через кордон і заново відвойовують місто Хорнкрест для бунтівників.
Завдання Ілайї (англ. Ylaya's Task)
Сценарії: Шпигун, Драговина, Зустріч, Дракони, Кінець
Вождь Раїлаг, пішовши визволяти королеву Ізабель з Шио, безслідно зник, покинувши об'єднані клани підземної країни Ігг-шайл. Колишній вождь клану Суворих Сердець, Тралсай, який був змушений підкоритися Раїлагу, вирішує відновити в підземеллях свій порядок. В цьому йому допомагає колишня помічниця Раїлага Шадія.
Ілайя, Хранителька Закону клану Затаврованих Тінню і радниця Раїлага, передбачає виникнення нового хаосу і воєн серед вождів Ігг-Шайлу і звертається за допомогою до дочки Маласси Малсари. Та розповідає, що клан Суворих Сердець більше не поклоняється Малассі і дає Ілайї завдання дізнатися, якому божеству тепер служать Суворі Серця.
Прибувши у володіння Суворих Сердець, Ілайя дізнається про проведення Тралсаєм якогось ритуалу з жертвоприношеннями селян на кордоні Імперії Грифона. Ілайя проникає ще глибше в землі ворога і стає свідком розмови Тралсая і Шадії, з якої розуміє, що Суворі Серця знову встановили зв'язок з демонами і поклоняються тепер Дракону Хаосу — Ургашу. В цей же час король гномів Толгар повів свою армію в печери темних ельфів, що послужило початком війни Грімхейма та Ігг-Шайла.
За порадою Малсари Ілайя поспішає в рідні землі Затаврованих Тінню. Тим часом Темних ельфів покинули Чорні дракони, не терплячи поклоніння демонам. Малсара говорить Ілайї знайти Раїлага, аби він знову очолив клани Ігг-Шайла. Подолавши охоплені битвами північні печери, Ілайя виявляє Раїлага в компанії Ізабель. З'ясовується, що ця Ізабель справжня, а на троні сидить самозваниця. Вислухавши розповідь Хранительки Закону, Раїлаг здогадується, що Імперією тепер править суккуб Біара, вона ж діє і в підземеллях під виглядом Шадії.
Війська Раїлага і Ілайї долають Тралсая. Для героїв залишається вирішити проблему з громадянською війною в Імперії Грифона і Грімхеймі, але Раїлаг покидає їх, щоб вирішити проблему з Месією Зла, сином Ізабель і Володаря Демонів. Ілайя, в той час, супроводжує Ізабель до міста Хорнкрест, щоб допомогти там заколотникам і зустрічається з Дунканом, Вульфстеном і Фрідою, яка визнає справжню Ізабель. Всі п'ятеро героїв направляються в місто гномів Тор Хралл, де їх очікував зі своєю армією король Толгар. По дорозі вони з подивом дізнаються, що численна армія Червоної Церкви на чолі з архієпископом Аларіком відступає.
Після відвоювання Тор Хралла і смерті короля Толгара герої вирішують і далі триматися разом, щоб спільними зусиллями звільнити якомога більше герцогств в Імперії Грифона, знищити сектантів і повалити Біару. Перед ними з'являється дух друїда Тієру, який дає нове завдання Раїлагу. Він повинен вирішити справу з Месією Зла і Раїлаг вирушає у Вільні міста Сходу.
Біара-Ізабель залишається задоволена, оскільки поразки Толгара і Тралсая були нею сплановані. Тепер їй потрібен принц Андріас або хоча б його кров, за чим вона посилає архієпископа Аларіка, обіцяючи чималу винагороду.